# 266983 Josepbosch
266983 Josepbosch este un asteroid din centura principală, descoperit pe 30 noiembrie 2005, de Spacewatch.